# Yngve Kernell
Erik Yngve Kernell, född den 27 augusti 1903 i Göteborgs domkyrkoförsamling, död den 29 november 1994 i Åsbo församling, Östergötlands län, var en svensk arkitekt, bokkonstnär och författare.

## Biografi
Kernell var son till medicine licentiat Daniel Kernell och Anna Greiffe. Han utbildade sig vid målarskolor i Stockholm och Paris samt vid Chalmers i Göteborg. Han har som arkitekt medverkat i flera kyrkorestaureringar och som bokkonstnär illustrerat bland annat Macbeth.
Kernell debuterade som författare med en novell i Ord och Bild, Åskvädret i Mont-Sebastian (1939). Hans noveller och romaner, till exempel En lögn i rosenrött (1957), präglas av artistisk stilkonst.
Under åren 1964–1968 var Kernell redaktör för Grönköpings Veckoblad.
Han var från 1933 gift med konstnären Gunborg Kernell (1912–1990), dotter till kyrkoherde Ernst Lundström och Gertrud Bergman. De fick barnen Daniel 1935, Eva 1940 och Anna Maria 1945.